# دیوید چوکاچی
دیوید چوکاچی (انگلیسی: David Chokachi؛ زادهٔ ۱۶ ژانویهٔ ۱۹۶۸) هنرپیشه اهل ایالات متحده آمریکا است.
از فیلم‌ها یا برنامه‌های تلویزیونی که وی در آن نقش داشته‌است می‌توان به موج‌سوار، ۳ تفنگدار، تابستان کاستاریکایی، مهمانی ساحل روانی اشاره کرد.

## اوایل زندگی
دیوید چوکاچی در پلیموث، ماساچوست به دنیا آمد. پدرش ترکی-عراقی الاصل و مادرش فنلاندی الاصل اهل واسا فنلاند است.
او در آکادمی تابور شرکت کرد،
یک مدرسه آمادگی شبانه روزی نخبگان در ماریون، ماساچوست، جایی که او چوگان و فوتبال بازی می کرد. او از کالج بیتس در لویستون، مین، در رشته علوم سیاسی فارغ التحصیل شد.

## حرفه
چوکاچی کار بازیگری خود را در سال 1995 در Baywatch در نقش کودی مدیسون آغاز کرد و در نهایت به عنوان یکی از بازیگران اصلی جایگزین دیوید چاروت شد. در سال 1999، Baywatch را ترک کرد و نقش جیک مک کارتی را در سریال تلویزیونی Witchblade بر عهده گرفت که تا سال 2002 ادامه داشت. پس از آن در سریال‌های تلویزیونی مختلف و فیلم‌های تلویزیونی ساخته شده ظاهر شد. Chokachi سپس نقش شخصیت اصلی جاستین هیلی را در سریال تلویزیونی The N در سال 2006 Beyond The Break دریافت کرد. او همچنین در Confessions of a Teen Idol در VH1 ظاهر شد، یک نمایش واقعیت که در آن بت‌های نوجوان سابق تلاش می‌کنند تا زندگی حرفه‌ای خود را احیا کنند.
چوکاچی در سال 1997 یکی از 50 نفر از زیباترین افراد جهان در مجله پیپل بود.